# Organisation Portemine
 (mars 2014).
Si vous disposez d'ouvrages ou d'articles de référence ou si vous connaissez des sites web de qualité traitant du thème abordé ici, merci de compléter l'article en donnant les références utiles à sa vérifiabilité et en les liant à la section « Notes et références ».
L’Organisation Portemine est un secteur autonome du service de renseignement Zéro. Sa fondation est estimée vers la fin juillet 1940 par Georges Lechein.
Si son but principal est le renseignement, son champ d’activité deviendra vite très large et l’Organisation aura donc des ramifications dans toute la Belgique et des liens avec de nombreux autres organisations de résistance belge durant la Seconde Guerre mondiale, comme les réseaux Martiny-Daumerie, A.B.C., Beaver-Baton, Depp, Vindictive ou encore le réseau d'évasion Comète. Portemine est également en contact avec d'autres secteurs autonomes faisant partie du service Zéro, tels que Les Amis de Charles ou les Trois Mousquetaires.
Portemine travaille en étroite collaboration avec l’Organisation Pavot de Mr Albert Meeus. Pavot étant déjà le lien pour la transmission du courrier Portemine au QG de Zéro (Evrad, Van Belle, Meeus, Anciaux). Portemine reprend la direction de Pavot après l’arrestation de son chef Mr Meeus et que Mr William Ugeux présente Mr Jean Scohier à Mr Lechein.

## Structure
Portemine se compose d’un « État-major » d’une dizaine d’agents sous la direction d’un chef de secteur. Quatre sous-secteurs divisés en plusieurs sections composées elles-mêmes de sous sections divisées en plusieurs groupes … 
Il est évident que des changements et des restructurations seront faits de manière évolutive selon les circonstances telles que disparitions, arrestations, éliminations physiques de membres de l’organisation ou encore les impératifs émanant du QG Zéro.

## Renseignements
D’ordre militaire, économique, politique et de sûreté
- Militaires :

Trafic aéroportaire, ferroviaire et fluvial. Défenses côtière et intérieure, DCA, mouvements de troupes, rampes de lancement V1 …
Quelques renseignements de valeur exceptionnelle : 
Plan Messerschmitt 415 - Plan du navire Ariadne - Plan des inondations du littoral - (ces 3 plans sont transmis à Maxime Van Praag)

## Transmissions Radio
Fin novembre 1941 Georges Lechein  est mis en contact par l’intermédiaire de Norbert De Keyser avec Wladimir Van Damme agent parachuté. Portemine fournit de l’aide à plusieurs opérateurs radio : courriers, refuges pour émissions et de nombreux agents sont mis à leur service. Ces autres marconistes sont Edmond Desnerck, Victor LOUIS et  «Jules » ,.

## Évasions
L’activité Évasion a été permanente avec cependant deux périodes plus actives. De juin à octobre 1941 par le Réseau Comète  et de juillet 1943 à juin 1944 cette dernière correspond à la période du département EVA travaillant toujours avec la ligne Comète mais aussi avec d’autres. La période plus creuse se fait en 1942 à la suite d'arrestations successives d’agents très actifs dans ce domaine, telles celles de Mr Vreurick (travaillant avec Tulipe) et Mr Delcroix (13 juin 1942) ... mais aussi que le QG de Zéro semblait ne plus vouloir entendre parler d’une activité évasion jugée pour l’époque « inopportune » .
Les premiers contacts avec Comète se font décembre 1940 début 1941[Information douteuse] par l'entremise de Mme Evrard qui réunit  Mlle De Jongh (contact commun Mr Deppe), Mr Lechein, Mr et Mme Meeus ainsi qu’une autre demoiselle non identifiée. Juillet 1941 Andrée De Jongh  part vers la France avec Mr Deppe, 12 belges, un évadé Britannique Mr James Cromar, quelques agents Portemine (Mrs Delcroix, …) et Ernest Sterckmans .
Le développement d’EVA se fait grâce à la reprise de contact avec la ligne Comète entre  Mr René Ponty (Portemine) et Mme Anne Brusselmans (Portemine et Comète). Eva est supervisé par René Roovers à l’époque dirigeant de Portemine.
Les tâches les plus importantes sont confiées à Alphonse Escrinier, Gaston Matthijs , Charles Hoste, mais aussi René Ponty, Prosper Spilliaert, Jean Portzenheim, Ernest Van Moorleghem, Paul Hellemans et Rémi D’Hont ... Il n’est pas inutile de préciser que certains de ces agents appartenaient également à d’autres organisations tels les réseaux Félix, Bravery ….
En 1943, le Service EVA est divisé en 2 grandes sections indépendantes, la première dirigée par Gaston Matthijs « Gaston »  principalement pour la ligne Comète, l’autre par Jean Portzenheim « Hubert » qui chercha en 1944 une autre filière et fit le malheureux choix de la « fausse ligne K.L.M. » de René  Van Muylem. Ce dernier  travaillant pour les allemands, résultat :   32 aviateurs arrêtés.
Il y a des chiffres contradictoires et/ou mélangés  sur le nombre de personnes prises en charge par Eva.
Soit 140 aviateurs, 10 prisonniers de guerre évadés, 1 agent secret Néerlandais, soit 86 aviateurs dont 37 sont tombés aux mains de l’ennemi.
Eva section Soignies : 112 aviateurs
Eva Section Mariette : ? …

## Dépistage de traîtres
La plus forte activité de dépistage de  traîtres se fait de décembre 1941 à avril 1942 sous l’impulsion de MM. Georges Lechein (Schaerbeek) et René Roovers (Saint-Josse) et cela en réaction aux vagues d’arrestations de membres de leurs groupes.
Les ordres sont de tenir à jour par quartier : une liste des individus inciviques (fiches individuelles), la liste des immeubles réquisitionnés par l’occupant, un relevé de la situation politique.
Mi-juin 1941 Georges Lechein fait passer à toutes les sections divers renseignements sur Prosper  de Zitter et ses complices, agents de l’Abwehr avec pour constat quasi immédiat qu’un soi-disant Canadien de l’I.S. (approche courante de l’espion) venait d'entrer en contact avec un agent Portemine très actif ayant des liaisons avec les Amis de Charles et de nombreux autres militants. L’évasion de l’agent est immédiatement organisée.
Mais en octobre 1941, Portemine déplore plusieurs captures d’agents due à l’activité de Prosper  de Zitter, Florentine Giralt et d’autres agents de l’Abwehr .

## Diffusion de presse clandestine
Dès 1941 la diffusion massive de La Libre Belgique clandestine est sa plus grande activité en matière de presse clandestine notamment grâce à la liaison Albert Meuus - Jean Moens, ainsi que la diffusion de tracts patriotiques visant à rendre confiance la population et les anciens combattants  .
Des chiffres impressionnants sont déjà  connus sous Lechein soit de 500 à 750 exemplaires par tirage d’août à septembre 1941 et de 1500 à 1800 par tirage jusqu’en mars 1942 et sous Roovers la diffusion  grimpe rapidement pour se maintenir à 2500 exemplaires par tirage (tous les 15 jours) .

« le devoir impérieux de perpétuer les noms des héros et des martyrs pour une postérité trop souvent oublieuse et ingrate »

— Livre d'or de la Résistance belge

## Les commandants successifs[1]
- Georges Lechein  « 086 », « Clément » arrêté le 20 mars 1942
- René Roovers « 086B », « Monique » arrêté le 25 janvier 1944
- Marie Louise Mestag (née De Boeck) « Mireille » arrêtée le 10 juillet 1944
- Gaston Matthijs « Gaston » et Charles Hoste en Co-gestion jusqu’à l’arrestation du premier le 22 août 1944
- Charles Hoste « Jacques » jusqu’à la libération
- Albert Meeus qui a dirigé Pavot jusqu’à son arrestation le 27 février 1942

## Sources bibliographiques
- Livre d’Or de la Résistance belge, Éditions Leclercq, Bruxelles, 1948, p introduction note des éditeurs
- Fernand Strubbe, Services secrets belges 1940-1945, Union des services de renseignement et d'action, 2000, 672 p. (lire en ligne), p. 161,
- Yaëlle Van Crombrugge, Les Espions Zéro dans l'ombre du pouvoir, 1940-1944, Éditions Racine, 2013 (lire en ligne), p. ??
- CEGES